# Klaus Niketta
Klaus Niketta (* 8. Oktober 1963 in Berlin) ist ein ehemaliger deutscher Boxer. Er kämpfte in den Gewichtsklassen Fliegengewicht, Bantamgewicht, Federgewicht, Leichtgewicht und Halbweltergewicht. Der Linksausleger hat eine Größe von 1,75 m.

## Werdegang
Klaus Niketta erlernte beim Polizei SV Berlin 1977 das Boxen. Er wechselte 1979 zu den Neuköllner Sportfreunden. Weitere Vereine waren Tennis Borussia Berlin und Sparta 58 Berlin. Klaus Niketta wurde das Talent zum Boxen vom Vater Klaus Niketta (* 28. Juni 1941; † 3. Juli 2008) vererbt, der mehrere Male Berliner Meister und 1970 mit dem PSV Berlin Deutscher Mannschaftsmeister wurde und auch für die deutsche Nationalmannschaft im Ring stand.

### 1981/82
Niketta wurde 1981 als 17-Jähriger frühzeitig zum Senior erklärt, damit er für den Boxring Berlin in der Bundesligamannschaft starten konnte. 1981 wurde Niketta zweimal Deutscher Meister in einem Jahr. Erstmals bei den Junioren am 20. Juni 1981 in Berlin im Fliegengewicht (zusammen mit Graciano und Ralf Rocchigiani, die seit 1977 mit Niketta befreundet sind), und das zweite Mal bei den Senioren am 21. November 1981 in Hanau wieder im Fliegengewicht. Klaus Niketta, benötigte bei den deutschen Meisterschaften der Senioren für alle drei Siege 3,46 Minuten. Alle drei Kämpfe wurden vom Ringrichter vorzeitig (RSC) abgebrochen. Niketta gehört damit zu den wenigen Boxern, die diese beiden deutschen Meistertitel (Junioren+Senioren) in einem Jahr erringen konnten. In der Bundesligasaison 1981/82 am 31. Januar 1982 besiegte Niketta den für Korbach boxenden Harald Körper (deutscher Meister 1978).
Am 10. September 1982 erkämpfte Klaus Niketta die Bronzemedaille bei der Junioren-Europameisterschaft (Bantamgewicht) in Schwerin (DDR). Punktniederlage im Halbfinale gegen den Russen Oleg Kulagin.

### 1983
Am 13. September 1983 stand Klaus Niketta im Aufgebot des vorolympischen Kaders (1984 Los Angeles) in den USA mit zwei Kämpfen.
- 1. Kampf in Wilmington/Delaware, am 13. September 1983
- 2. Kampf in Lake Placid am 16. September 1983.

Am 19. November 1983 wurde Klaus Niketta in Köln Deutscher Meister im Federgewicht.

### 1984–1987
Er hatte einen Aufenthalt beim Profi-Boxstall (Berlin, Klaus Speer), davon sechs Wochen Aufenthalt mit seinem Freund und Trainer Eckhard Dagge in Los Angeles. Im Broadway Gym 108 wurde Niketta von Henry Davis trainiert, der Eckhard Dagge zur Weltmeisterschaft führte. Nach der Rückkehr aus Los Angeles, wurde der Profivorvertrag wegen Unstimmigkeiten mit dem Management aufgelöst und der feststehende Profidebütkampf abgesagt. Klaus Niketta kehrte zu den Amateuren zurück und wurde 1985 bei der deutschen Meisterschaft Dritter. Er verlor im Halbfinale gegen Hainzer aus Bayern umstritten mit 3:2 nach Punkten.
1986 fuhr er zur Weltmeisterschaft nach Reno (USA). Niketta verlor direkt den ersten Kampf nach Punkten gegen Andreas Zülow (DDR, WM-Dritter, Olympiasieger). Am 1. Juli 1986 zog er nach Ahlen/Westfalen und lebt hier mit seiner Familie. Er unterschrieb einen Vertrag beim Bundesligaverein BSK Ahlen, der ihn verpflichtet hatte. Klaus Niketta wurde 1986 in Bochum wieder Deutscher Meister. Er durfte aber die ersten sechs Kämpfe nicht in der Bundesliga für den BSK Ahlen boxen, weil ihn der Berliner Boxverband gesperrt hatte. Klaus Niketta erhielt dann in letzter Instanz vom Sportgericht doch noch seine Freigabe. Mit seinen gewonnenen vier Kämpfen, trug er zum Gewinn der Ersten Deutschen Mannschaftsmeisterschaft für den BSK Ahlen in der Saison 1986/87 bei.
Im April 1987, erkämpfte Klaus Niketta die Bronzemedaille beim Inter Cup. Niketta verlor im Halbfinale gegen die Nr. 1 von Kuba, Juan Sierra Hernandez, nach Punkten. Klaus Niketta versucht nach nur einer Saison in Ahlen, nach Leonberg zu wechseln. Nach acht Wochen Hotelaufenthalt in Leonberg und acht Wochen Training im René Weller Gym in Pforzheim, kehrte Niketta wieder zurück nach Ahlen, da der Vorstand des BC Leonberg die getroffenen Absprachen nicht eingehalten hatte. Den späteren Gerichtsprozess vor dem Stuttgarter Amtsgericht gewann Niketta gegen den BC Leonberg wegen nicht eingehaltener Vertragsabsprachen. Somit konnte Niketta sofort wieder für seinen alten Verein BSK Ahlen in der Bundesliga starten.

### 1988–1992
In der Saison 1987/88 schaffte Niketta mit dem BSK Ahlen nur die deutsche Mannschaftsvizemeisterschaft. Höhepunkt dieser Saison war der Kampf gegen Mirco Puzovic in Leonberg am 23. Januar 1988. Niketta schlug Puzovic (Bronze, Olympiasieger in Los Angeles 1984, Weltmeister, Europameister) in Leonberg klar nach Punkten (der Ringrichter rettete Puzovic vor einer vorzeitigen Niederlage).
Eine Woche später folgte der nächste schwere Kampf in der Bundesliga-Saison 1987/88 für Niketta. Er schlug Rainer Gies nach Punkten im Halbweltergewicht. Niketta kämpfte in dieser Saison zwei Gewichtsklassen höher im Halbweltergewicht. Im Jahr 1988 wurde Klaus Niketta bei der deutschen Meisterschaft in Schriesheim nach einem umstrittenen Punkturteil (3:2-Punktniederlage gegen Pissedu) nur Deutscher Vizemeister. Dafür wurde Niketta mit dem BSK Ahlen in der Saison 1988/89 Deutscher Mannschaftsmeister.
1989 beendete Klaus Niketta beim Turnier „Giraldo Cordova Cardin“ in Pinar del Rio auf Kuba seine internationale Laufbahn für die deutsche Nationalmannschaft mit einem fünften Platz (Punktniederlage gegen Ricardo Diaz Cuba). Dieses Turnier galt als das schwerste Turnier der Welt, wo sich im Finale nur noch Kubaner gegenüberstanden. In der Bundesligasaison 1989/90 schlug Niketta den für Bayer Leverkusen boxenden Olympiasilbermedaillengewinner von 1988 für Rumänien (Seoul), Daniel Dumitrescu (Kurz) klar nach Punkten. 1991 erkämpfte Klaus Niketta den dritten Platz bei den deutschen Meisterschaften in Köln gegen Marco Rudolph (nach knapper Punktniederlage).
In der Bundesligasaison 1991/92 traf der BSK Ahlen durch die Qualifikation für die Endrunde der letzten vier Mannschaften zur deutschen Mannschaftsmeisterschaft dreimal auf die Mannschaft von Schwerin. Niketta traf dreimal auf Heiko Hinz (DDR-Meister) und schlug Hinz dreimal klar nach Punkten. Zweimal wurde Hinz von Niketta in Schwerin besiegt. Einmal besiegte Niketta vor heimischen Publikum in Ahlen Heiko Hinz.
Nach der Bundesligasaison 1991/92 beendete Klaus Niketta seine Karriere als Boxer und trat ungeschlagen mit zehn Siegen im Leichtgewicht zurück.

## Sonstiges
Klaus Niketta war geförderter Sportler der Stiftung Deutsche Sporthilfe und ist heute im Club der ehemaligen geförderten Sporthilfe Athleten (Emadeus). Er spielte in Prominenten-Fußballmannschaften für wohltätige Zwecke:
- Tennis Borussia Berlin (mit Hans Rosenthal und Wolfgang Gruner).
- Westdeutscher Rundfunk, RTL Telekicker, Westpromis, MSV Duisburg und Rockys All Star Team.

1985 Niketta trainiert ein halbes Jahr bei der Oberliga-Fußballmannschaft Tennis Borussia in Berlin mit. Er spielte auch für die Oberliga-Reserve-Mannschaft von Makkabi Berlin. 1987 bis 1989 spielte Niketta dann in der Landesliga für TuS Ahlen Fußball. Für wohltätige Zwecke steigt Niketta heute noch für Schaukämpfe in den Ring mit langjährigen Boxfreunden den Schäfer Brüdern, Willi Fischer und René Weller.

## Trainer
Klaus Niketta, Gunnar Münchow, Heinz Schnabel, Gerd Bauer, Herbert Sonnenberg, Michael Emmerich, Heinz Schwarz, Gerhard „Bubi“ Dieter, Hans Hoth, Eckhard Dagge, Henry Davis, Dieter Wemhöner, Helmut Ranze, Reinhard Skriczek, René Weller, Harri Salewski, Günter Radowski.

## Sportliche Erfolge
- 1981 Berliner Meister Junioren Fliegengewicht
- 1981 Norddeutscher Meister Junioren Fliegengewicht
- 1981 (Berlin) Deutscher Meister Junioren Fliegengewicht
- 1982, 1983, 1985 Berliner Meister, Bantam und Federgewicht
- 1982, 1983 Norddeutscher Meister, Bantam und Federgewicht
- 1986, 1988, 1991 Westfalenmeister Federgewicht-Halbweltergewicht
- 1986, 1991 West Deutscher Meister im Federgewicht-Leichtgewicht
- 1982, 1985, 1991 Dritter der deutschen Meisterschaft Bantam-Feder-Leichtgewicht
- 1988 Deutscher Vizemeister Halbweltergewicht
- 1981, 1983, 1986 Deutscher Meister Fliegengewicht, Federgewicht
- 1982 Bronze Medaillengewinner bei den Junioren-Europameisterschaften Bantamgewicht (in Schwerin DDR)
- 1986 Weltmeisterschaftsteilnehmer (Reno, USA)
- 1986/87 Deutscher Mannschaftsmeister in der 1. Bundesliga Federgewicht (BSK Ahlen)
- 1987/88 Deutscher Mannschaftsvizemeister 1. Bundesliga Halbweltergewicht (BSK Ahlen)
- 1988/89 Deutscher Mannschaftsmeister 1. Bundesliga Leicht-Halbweltergewicht (BSK Ahlen)
- 1991/92 1 Bundesliga beendet Klaus Niketta seine aktive Karriere als Boxer und tritt in 10 Bundesliga Kämpfe ungeschlagen im Leichtgewicht zurück.

Niketta boxte 12 Jahre 1. Bundesliga und hatte in dieser Zeit 40 Einsätze für die deutsche Nationalmannschaft (WM, EM, Länderkämpfe sowie internationale Turniere).